# Окський (Нижньогородська область)
Окський (рос. Окский) — селище в Богородському районі Нижньогородської області Російської Федерації.
Населення становить 1359 осіб. Входить до складу муніципального утворення Доскинська сільрада.

## Історія
Від 2004 року входить до складу муніципального утворення Доскинська сільрада.

## Населення
| 1999 | 2002  | 2010  |
| ---- | ----- | ----- |
| 1416 | ↘1408 | ↘1359 |